# Гарднер, Екатерина Ивановна
Екатерина Ивановна Гарднер (девичья фамилия — Дыхова; 1849—1936) — российская писательница, переводчица и энциклопедистка; одна из создателей «Энциклопедического словаря Брокгауза и Ефрона». Мать русского поэта Вадима Даниловича Гарднера.

## Биография
Екатерина Дыхова родилась в 1849 году в Санкт-Петербурге в семье генерала Русской императорской армии.
Ещё с юности она отличалась необыкновенной для женщины того времени энергией и предприимчивостью и стала известна в российской истории как активная деятельница русского феминистского движения.
В 1871 году успешно окончила Родионовский институт благородных девиц в городе Казани и приехала в Санкт-Петербург, чтобы добиться разрешения от императора Александра II на поступление в Санкт-Петербургскую медицинскую академию. В полуторачасовой беседе с Дыховой в Летнем саду царь обещал организовать в ближайшее время высшие медицинские курсы для женщин. Однако, не захотев ждать, Дыхова уехала одна изучать медицину в Америку.
Живя в Филадельфии, она встретила своего будущего мужа Даниэля Томаса де Пайва-Перера Гарднера — сына американского учёного и автора множества научных трудов Даниеля де Пайва Перейра Гарднера. Супружеская пара решила обосноваться в Российской империи. В 1880 году они купили поместье близ Выборга, где 1 июля 1880 года у них родился сын Вадим, который стал впоследствии известным русским поэтом (родители зарегистрировали его как гражданина США). В 1916 году Вадим Данилович Гарднер принял российское подданство и принял участие в Первой мировой войне, а с 1921 года жил в имении своей матери в Метсякюля (ныне — Молодёжное, Курортный район Санкт-Петербурга), где и написал свои лучшие труды.
Однако жизнь Екатерины Гарднер отнюдь не ограничивались заботой о сыне. Она продолжала свою борьбу за равноправие женщин и активно печаталась под псевдонимами «Де—Пайва—Перера, Г.»; «Долгово, К.»; «Е. Г.». Она принимала непосредственное участие в организации международных конгрессов и конференций, касавшихся равноправия женщин как в Российской империи, так и в Европе. Была верной соратницей Анны Павловны Философовой. Одна из основательниц Женского взаимно-благотворительного общества (1895—1918) и член его первого Совета; с 1906 года — член вновь созданного Отдела избирательных прав женщин Общества. С 1907 по 1908 была председательницей Лиги равноправия женщин.
Со временем её публицистические статьи потеряли актуальность и ушли на второй план, и самыми заметными в научно-литературной деятельности Гарднер стали её статьи, написанные для «Энциклопедического словаря Брокгауза и Ефрона», который многими историками признается лучшей русскоязычной энциклопедией конца XIX — начале XX века. Причем ей доверяли написание обзорных статей, таких как, например, Северо-Американские Соединенные Штаты, Лондон и Париж.
Екатерина Ивановна Гарднер умерла в 1936 году.

## Избранная библиография
Романы:
- «Гордая воля».
- «На новом пути».